# Gród Chrobry w Szprotawie

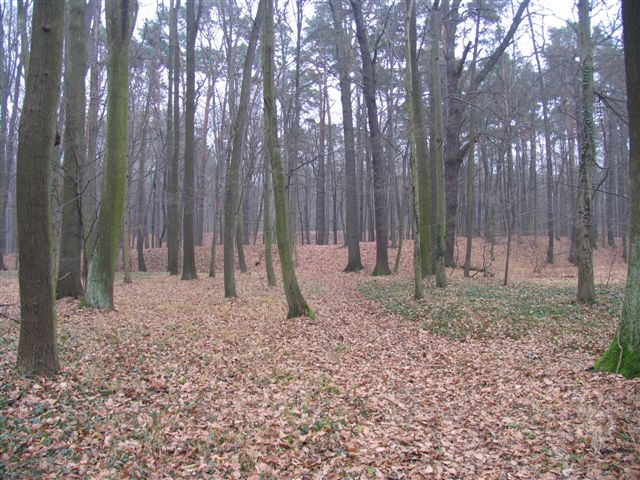
Gród Chrobry od strony zachodniej

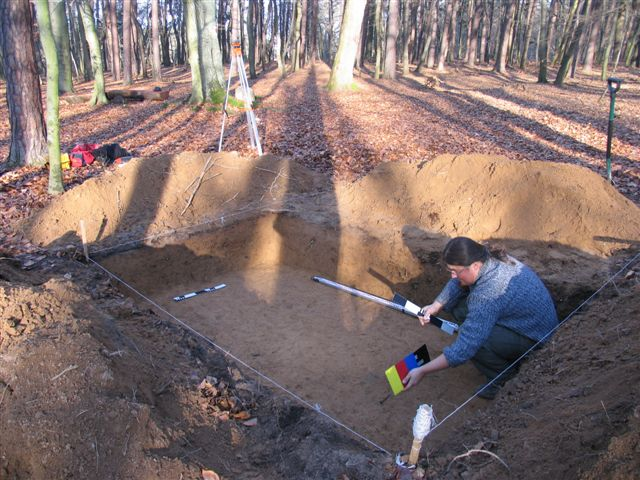
Wykopaliska PAN na Grodzie Chrobry w 2008 roku

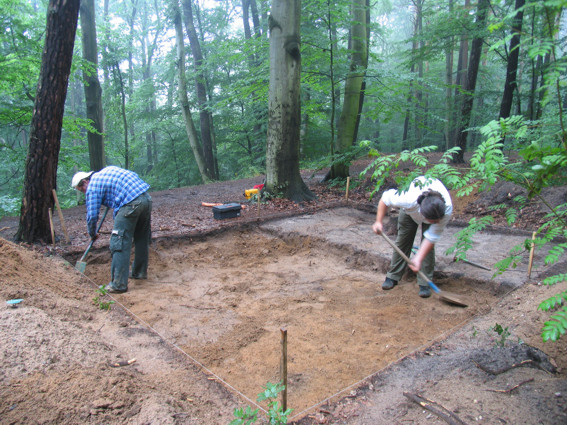
Wykopaliska PAN na Grodzie Chrobry w 2009 roku

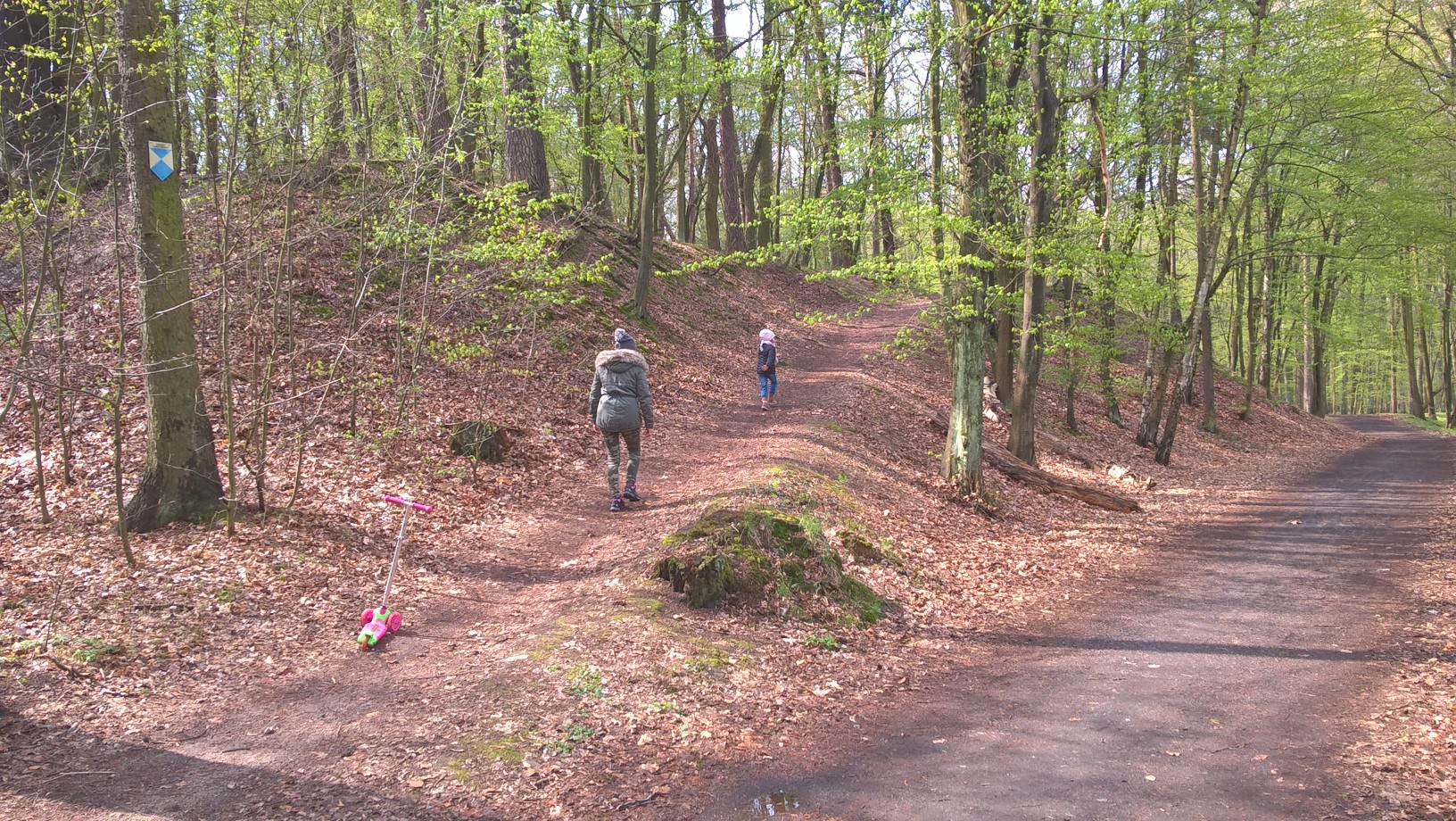
Północne wejście na Gród Chrobry w Szprotawie

Gród Chrobry w Szprotawie – ziemny obiekt kulturowy, wpisany do gminnej ewidencji zabytków gm. Szprotawa pod poz. nr 49/2475. Zlokalizowany jest na obszarze Zespołu Przyrodniczo-Krajobrazowego Park Słowiański.

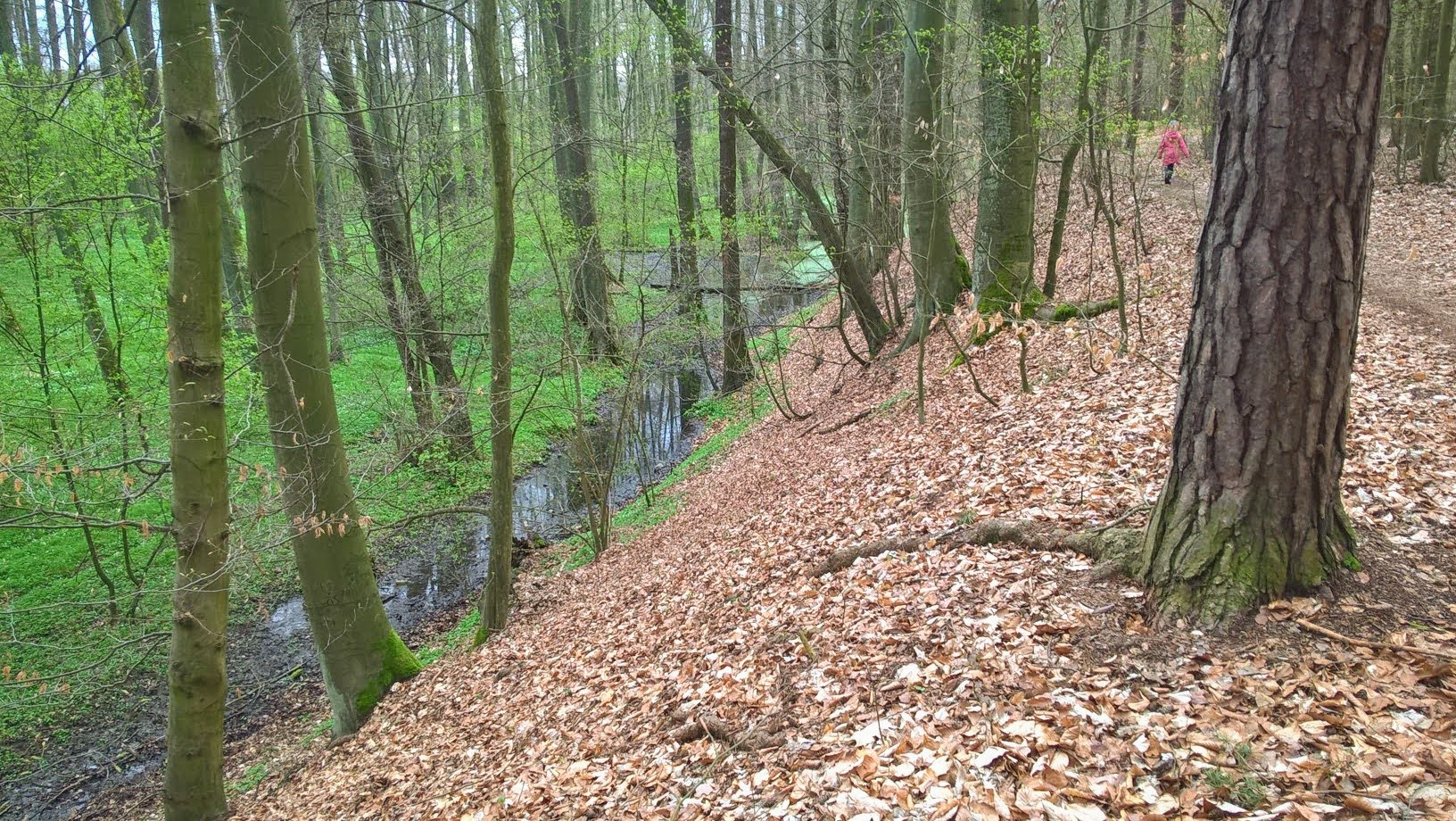
Gród Chrobry w Szprotawie, ostaniec erozyjny i jednocześnie obiekt archeologiczny w dolinie Bobru (2021)

## Historia
Obiekt nie posiada bezsprzecznie ustalonej genezy i chronologii. Jest położony w polderze zalewowym rzeki Bóbr, jego pow. wynosi ok. 4 ha, wys. 6 m, posiada zasadniczo jednolitą płaską powierzchnię i stromo nachylone skarpy. Obrys zewnętrzny stanowią względnie równe ciągi układające się w nieregularny wielokąt. Na jego powierzchni znaleziono fragmenty ceramiki średniowiecznej, zdeponowane w Muzeum Ziemi Szprotawskiej. Dotąd nie natrafiono na warstwy archeologiczne ani pozostałości konstrukcji, co skłania ku hipotezie, że ewentualny gród nigdy nie został ukończony lub obsadzony. Przy czym geneza samego ziemnego utworu może być naturalna, co nie pozostaje jednak w sprzeczności z jego archeologicznym charakterem.
Do 1945 nosił nazwę Nonnenbuschberg, co oznacza "krzaczastą górę zakonnic". Niemiecki autor August Gloger określił go jako relikt średniowieczny, gród sprzed kolonizacji niemieckiej.
W okresie po 1945 roku uwagę na obiekt po raz pierwszy zwrócił Maciej Boryna ze szprotawskiego muzeum.
Nazwa usankcjonowana została 31 maja 2007 roku, wraz z ustanowieniem wspomnianego Zespołu, i ma upamiętniać historyczne wydarzenie z roku 1000, mianowicie powitanie przez Bolesława Chrobrego niemieckiego cesarza Ottona III w Iławie, a także niegdysiejszą przynależność przedmiotowego terenu do śląsko-piastowskiej domeny książęcej.
W grudniu 2008 na obiekcie przeprowadzono sondażowo-ratownicze prace archeologiczne, pod patronatem Instytutu Archeologii i Etnologii Polskiej Akademii Nauk Oddział we Wrocławiu i pod kierownictwem archeologa Mariusza Łesiuka. Sprawozdanie z prac znajduje się u Lubuskiego Wojewódzkiego Konserwatora Zabytków w Zielonej Górze. W 2009 zorganizowano kolejne wykopaliska oraz badania geologiczne. 
Śląskie muzeum regionalne opublikowało w 1841 informację, że na obiekcie w świetle miejscowego podania składano w dawnych czasach ofiary.
Badania geologiczne wykazały, że to unikatowy ostaniec erozyjny – wyspa w pradolinie Bobru. Być może jedyny taki w całym biegu rzeki. Jednakże nosi ślady profilowania przez człowieka. Wykopaliska objęły niewielki teren. Archeolog M.Łesiuk wskazywał na potrzebę dalszych badań. Wykorzystanie obiektu sięga tysięcy lat wstecz. Badacz ten nie wyklucza, że to tu Bolesław Chrobry mógł witać Ottona III, co znajdowałoby uzasadnienie w ówczesnym protokole dyplomatycznym. Ostaniec leży pośrodku pradawnego zalewu szerokiego w tym miejscu na 2 km, którego brzegi usiane są stanowiskami archeologicznymi z różnych epok. Wyspa mogła być miejscem, które starożytne kultury pogańskie uważały za święte, co koreluje z przywołanym powyżej przekazem muzeum śląskiego o miejscu składania ofiar.

## Literatura
- Felix Matuszkiewicz: Geschichte der Stadt Sprottau, Sprottau 1908
- August Gloger: Beiträge zur Heimatkunde des Kreises Sprottau, 2. Heft, 1925
- August Gloger: Besiedlung des Kreises Sprottau in vorgeschichtlicher und geschichtlicher Zeit (= Beiträge zur Heimatkunde des Kreises Sprottau. Heft 2). Klinner, Sprottau 1927.
- Hieronim Szczegóła: A jednak Iława szprotawska, Nadodrze 1960, nr 6
- Hieronim Szczegóła: Z przeszłości Szprotawy, Rocznik Lubuski, Zielona Góra 1960
- Maciej Boryna: Szprotawa i okolice. 2. Heft, 2004.
- Maciej Boryna: Gminna Ewidencja Zabytków Gminy Szprotawa. Pos. Nr. 49/2475, 2005.